# Eric Aedo
Eric Aedo, né le 13 juillet 1968 à Los Ángeles (Chili), est un administrateur et homme politique chilien. Il est député depuis le 11 mars 2022.
Figure de centre gauche du Parti démocrate-chrétien. Il est d'abord administrateur au sein de l'Université catholique de la Très Sainte Conception, nommé à différentes fonctions par la présidente Michelle Bachelet et élu conseiller municipal de Concepción en 2012.
Entre 2014 et 2018, il est secrétaire ministériel régional des Biens nationaux sous le second mandat de la présidente socialiste Michelle Bachelet. En 2021, il échoue à être élue en tant que gouverneur de la  région du Biobío mais il est élu député la même année.

## Biographie

### Famille, études et religion
Il est le fils de José Mariano Aedo Arias et de Nora Alicia Jeldres Flores. Il est marié à Valeska Agurto Contreras.
Il termine ses études secondaires au lycée de garçons A-59, aujourd'hui lycée bicentenaire de Los Ángeles. Il obtient ensuite un diplôme en administration des programmes sociaux à l'Université catholique de la Très Sainte Conception. Il est titulaire d'une maîtrise en sciences politiques et gouvernementales.
Il resta également cinq ans dans la Compagnie de Jésus où il se prépara au sacerdoce.

### Carrière universitaire et parcours régional à Biobío
En 2010, il rejoint le Département de développement stratégique de l'Université catholique de la Très-Sainte-Conception. L'année suivante, en 2011, il devient directeur du soutien aux étudiants au sein de la même université.
Entre 2000 et 2006, il est directeur du programme Chile Barrios dans la région du Biobío. Le 28 juin 2007, il est nommé gouverneur de la province de Concepción par la présidente Michelle Bachelet, fonction qu'il occupe jusqu'au 11 mars 2010. 
Lors des élections municipales de 2012, il est élu conseiller de Concepción, mandat qu'il quitte après avoir été nommé secrétaire ministériel régional des Biens nationaux sous le second mandat de la présidente Bachelet.
Il occupe cette fonction entre le 18 mars 2014 et le 11 mars 2018.

### Candidat au gouvernorat de la région du Biobío
En novembre 2020, lors des primaire des gouverneurs régionaux de l'unité constituante de 2020 (es), il est candidat afin d'être élu gouverneur de la région du Biobío. Il remporte la primaire avec 	7 832 voix, c'est-à-dire 38,29% des voix.
Lors des élections gouvernorales d'avril 2021, il termine à la quatrième place avec 71 822 voix (14,27 %).

### Député, président du groupe Parti démocrate-chrétien
Lors des élections législatives de novembre 2021, il est candidat dans le 20e district, dans la région du Biobío. Il est élu avec 10 712 voix, c'est-à-dire 3,09% des voix. 
Le 11 mars 2022, il est investi député et élu président du groupe Parti démocrate-chrétien. Il conserve cette fonction jusqu'au 24 avril 2024, jour ou le député Héctor Barría (es) lui succède.
Le 15 avril 2024, il est élu Deuxième vice-président de la Chambre des députés.

### Soutien à Jeannette Jara pendant la présidentielle de 2025
Le 10 juillet 2025, quelques jours après les résultats de la  primaire présidentielle d'Unité pour le Chili de 2025 et la victoire de Jeannette Jara, Eric Aedo, pourtant membre du Parti démocrate-chrétien, déclare son soutien à la candidate communiste et espère un soutien officiel de son parti.
Quelques semaines plus tard, il poursuit son soutien à Jeannette Jara et espère que la décision de son parti - attendue le 26 juillet - sera de soutenir Jara et de créer une liste parlementaire unie avec la coalition d'Unité pour le Chili.